# 福岡市立玉川小学校
福岡市立玉川小学校（ふくおかしりつ たまがわしょうがっこう）は、福岡県福岡市南区向野1丁目にある公立小学校。

## 歴史
- 昭和24年（1949年） - 福岡市立高宮小学校分校として認可
- 昭和25年（1950年） - 福岡市立高宮小学校から分離
- 昭和32年（1957年） - 福岡市立若久小学校を分離
- 昭和61年（1986年） - 福岡市立塩原小学校を分離

## 交通アクセス
- 西鉄 大橋駅から徒歩10分